# فرودگاه رودنی (نیو گلاسکو)
فرودگاه رودنی (نیو گلاسکو) (به انگلیسی: Rodney (New Glasgow) Airport) یک فرودگاه خصوصی است که یک باند فرود چمن دارد و طول باند آن ۶۷۱ متر است. این فرودگاه در کشور کانادا قرار دارد و در ارتفاع ۲۰۴ متری از سطح دریا واقع شده است.